# Anton Maria Anderledy
Anton Maria Anderledy (3 de junho de 1819 – 18 de janeiro de 1892) foi um padre jesuíta suíço, vigésimo terceiro superior geral de 1887 a 1892.